# Gabeltang
Der Gabeltang (Furcellaria lumbricalis) Ist eine Art innerhalb der Abteilung der Rotalgen. Die unter anderem einen großen Nutzen für die Carrageen-Herstellung besitzt (siehe Verwendung).

## Aussehen
Es ist eine bräunliche bis rötliche, glänzende Alge, die 5–25 cm, maximal 30 cm lang ist. Ihre Farbe trocknet zu Schwarz. Sie wächst als dunkler, zylindrischer, regelmäßig dichotom verzweigter Wedel. Sie bildet einen einzigen dichotomen (Y-förmigen) Ast. Von dort aus verzweigen sich alle Äste zweimal, wobei die Äste zu den Spitzen hin kürzer werden.  Die Sprossen sind im Durchmesser 0,1–0,2 cm lang. Sie hat eine Haftscheibe ohne Vermehrungskörper. Sie ist relativ knorpelig und wird im Winter fortpflanzungsfähig, was sich darin zeigt, dass die fruchtbaren männlichen Astspitzen deutlich erweitert und gelblich gefärbt sind, während die weiblichen Zweige in der gleichen Region zahlreiche Beulen (Zystokarpe) entwickeln. Das Tetrasporophytenstadium (einzigartig für den Lebenszyklus von Rotalgen) zeigt die gleiche Morphologie wie Gametophytenpflanzen, jedoch mit reproduktiven Astspitzen, die stärker anschwellen als bei männlichen Gametophyten und bei Freisetzung von Sporen verschwinden.

## Vorkommen
Der Gabeltang kommt von der unteren Gezeitenzone bis zu einer Tiefe von etwa 12 Metern auf lockerem, felsigem Untergrund oder an Felswänden vor. Diese Alge ist in der Lage, niedrigere Salzgehalte zu tolerieren und gedeiht sowohl an geschützten als auch an mäßig exponierten Küsten. Interessanterweise kann sie auch ohne Bindung an das Substrat wachsen und bildet dann ausgedehnte Schwimmmatten, die in der Vergangenheit zur Ernte genutzt wurden. Der Gabeltang ist in nordeuropäischen Gewässern verbreitet und reicht bis nach Kanada. Er ist eine bedeutende habitatbildende Alge, die entlang der Küsten in weitgehend monospezifischen Beständen oder Gürteln vorkommt, normalerweise knapp unterhalb des Blasentanggürtels (Fucus vesiculosus). Sie konkurriert mit Miesmuscheln um den Platz. Diese Lebensräume bieten vielen benthischen Wirbellosen ein Zuhause und dienen zahlreichen Fischarten als Laichplätze. Seit Beginn der Ernte ist die Population des Gabeltangs jedoch zurückgegangen, was die Regierungen dazu veranlasst hat, die vorhandene Biomasse zu überwachen und die jährliche Erntemenge zu regulieren.

## Verwendung

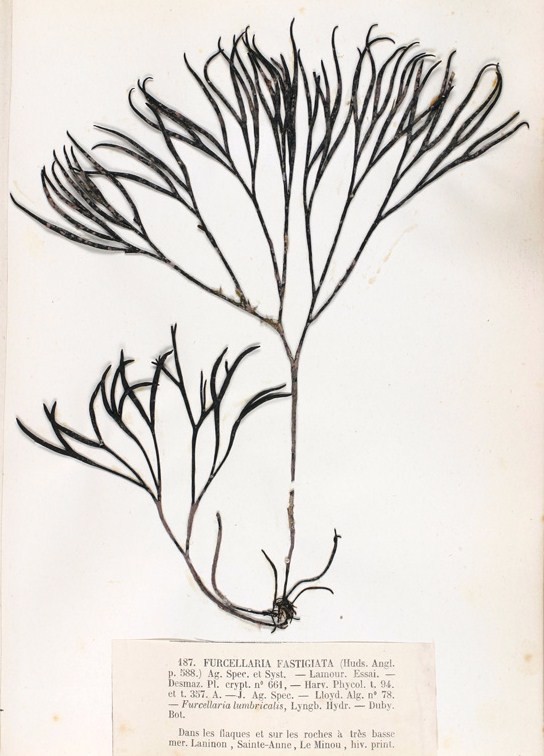
Ein weiterer Herbarbogen mit einem Gabeltang

Der Gabeltang ist im Ostseeraum von wirtschaftlicher Bedeutung, da er als Rohstoff für die Carrageen-Herstellung genutzt wird (Furcellaran). Carrageen dient in der Lebensmittelindustrie häufig als Stabilisator und Verdickungsmittel, insbesondere in Produkten wie Eiscreme, Pudding und Gelatineerzeugnissen. Darüber hinaus finden Extrakte dieser Alge in der Kosmetik Anwendung, wo sie zur Verdickung und Stabilisierung als auch  zur Bereicherung mit Mineralien und Hautpflegestoffen eingesetzt werden. Der Großteil wird in Kanada und Dänemark geerntet, doch auch in anderen Gebieten können kleinere Ernten stattfinden. Schwimmmatten des Gabeltangs, die nicht am Substrat befestigt sind, werden häufig durch Schleppnetzfischerei gesammelt. Darüber hinaus können Sturmwürfe an einigen Küsten ebenfalls erheblich zur Ernte dieser Alge beitragen.

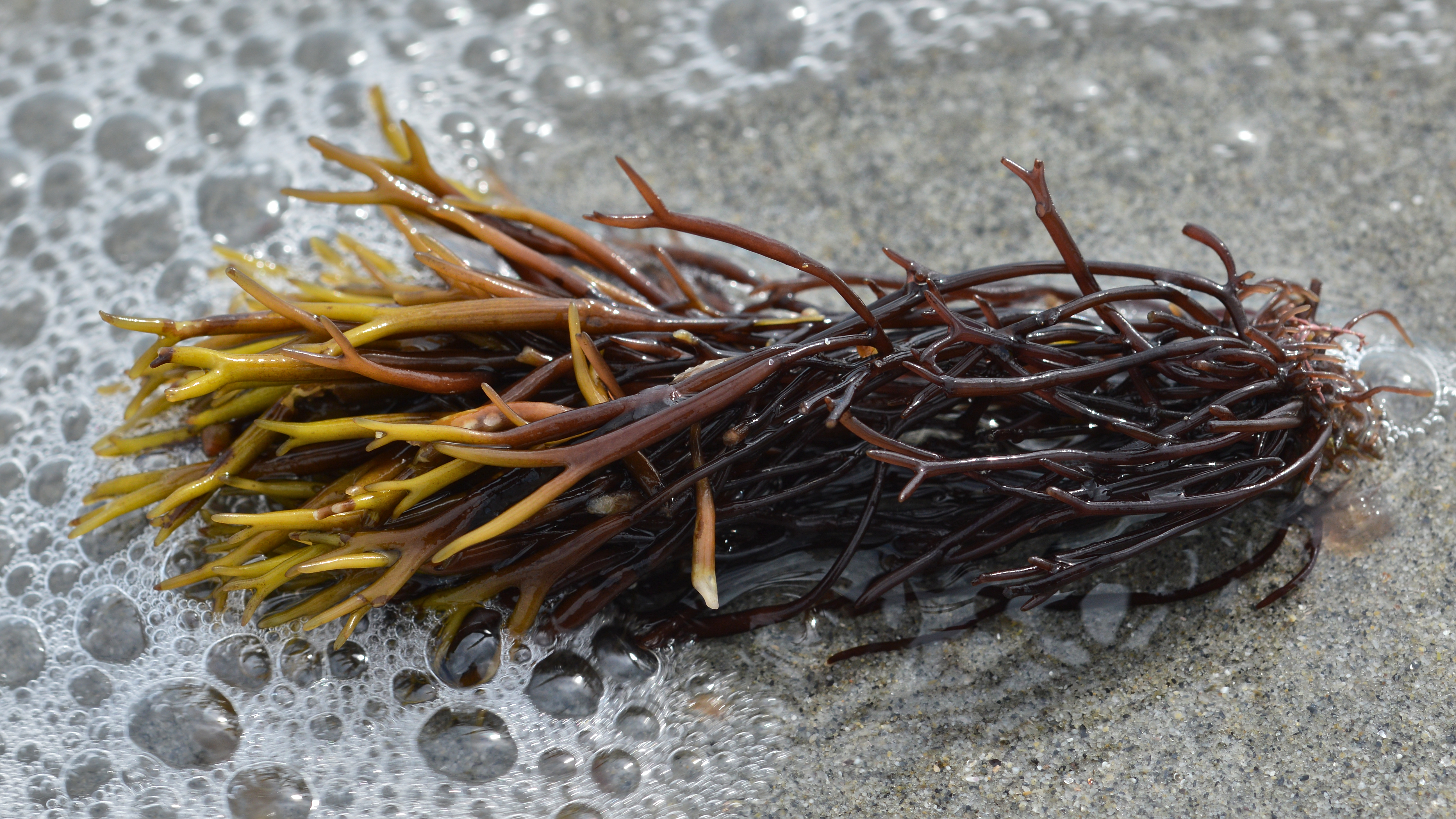
Gabeltang

## Synonyme

### Homotypisches Synonym
- Fucus lumbricalis Hudson 1762

### Heterotypische Synonyme
- Fucus fastigiatus Linnaeus 1753
- Fucus furcellatus Linnaeus 1763
- Ceramium fastigiatum (Linnaeus) R.H.Wiggers 1780
- Fucus lumbricalis var. fastigiatus Turner 1807
- Fastigiaria furcellata (Linnaeus) Stackhouse 1809
- Fastigiaria linnaei Stackhouse 1809
- Furcellaria fastigiata (Turner) J.V.Lamouroux 1813
- Furcellaria fastigiata var. minor C.Agardh 1817
- Furcellaria lumbricalis var. fastigiata (Turner) Lyngbye 1819
- Polyides lumbricalis var. fastigiata C.Agardh 1822
- Sphaerococcus fastigiatus (Linnaeus) Wahlenberg 1826
- Polyide rotunda f. fastigiata (C.Agardh) Duby 1830
- Furcellaria turneri Bachelot Pylaie 1830
- Furcellaria fastigiata f. tenuior Areschoug 1883
- Furcellaria fastigiata f. aegagropila Reinke 1889
- Furcellaria fastigiata f. minor (C.Agardh) Svedelius 1901[3]